# Jorge de Meneses Baroche
Jorge de Meneses Baroche est le 6e capitaine-major du Ceylan portugais.